# Афера Шарл – Жан
Аферата Шарл – Жан е политически скандал в България, предизвикан от публикация във вестник „Мир“ от март 1906 година с твърдения за мащабни злоупотреби на министър-председателя генерал Рачо Петров и военния министър генерал Михаил Савов при поръчките на муниции от Австро-Унгария по време на кризата в българо-турските отношения от лятото на 1903.
Печатният орган на Народната партия атакува двамата ключови министри от стамболовисткото правителство с разкритието, че са издействали закупуването на няколко милиона патрона от унгарската фирма „Манфред Вайс“, пренебрегвайки по-ниската оферта на фирмата „Келер“, която е спечелила търг на военното министерство. Поръчката е направена през август 1903 година с постановление на Рачо Петров и допълнена по настояване на Савов месец по-късно. Аргументът им за заобикалянето на обичайните процедури е, че военна заплаха от Османската империя в разгара на Илинденско-Преображенското въстание е налагала спешно попълване на арсенала, а „Манфред Вайс“ е обещала незабавна доставка, за разлика от своите конкуренти. Впоследствие фирмата успява да изпълни навреме само част от задълженията си, а от писмо на нейния представител в София излиза, че за сключването на сделката българският министър-председател получава 75 000 лева, военният министър – 50 000, а началникът на артилерията генерал Бончо Балабанов – 40 000. В кореспонденцията на фирмата генерал Петров е наречен конспиративно „Шарл“, а генерал Савов – „Жан“, откъдето аферата получава името си.
Засегнатите генерали завеждат дело за клевета и осъждат на затвор редактора на „Мир“ Васил Христов, но негативната обществена реакция след разкритията налага преустройство на правителството, оставка на Рачо Петров през октомври 1906 и на Савов няколко месеца по-късно. Изпитателната комисия, създадена през 1910 година от новото парламентарно мнозинство, включва доказателствата по аферата в своя доклад за злоупотребите на стамболовисткото управление и обвинява Савов и Петров в закононарушения за лична изгода, но основният свидетел Илия Киселов (софийският представител на „Манфред Вайс“) се отказва от показанията си. Съдебният процес срещу стамболовистите е прекратен в резултат на политически договорки скоро след началото си през 1914 г.